# Ерденебатин Бехбаяр
Ерденебатин Бехбаяр (монг. Эрдэнэбатын Бэхбаяр; нар. 13 серпня 1992, Улан-Батор) — монгольський борець вільного стилю, бронзовий призер чемпіонату світу, чемпіон Азії, чемпіон Азійських ігор, учасник двох Олімпійських ігор.

## Життєпис
Боротьбою почав займатися з 2006 року. У 2009 році став віце-чемпіоном Азії серед кадетів. У 2012 завоював титул чемпіона світу серед юніорів.
Виступає за борцівський клуб інституту «Іредуй», Улан-Батор.
У 2015 році він був визнаний спортсменом року Монголії.

## Спортивні результати на міжнародних змаганнях

### Виступи на Олімпіадах
| Змагання                    | Збірна   | Вагова категорія          | Місце |
| --------------------------- | -------- | ------------------------- | ----- |
| Літні Олімпійські ігри 2016 | Монголія | вільна боротьба, до 57 кг | 14    |
| Літні Олімпійські ігри 2020 | Монголія | вільна боротьба, до 57 кг | 9     |

### Виступи на Чемпіонатах світу
| Змагання                        | Збірна   | Вагова категорія          | Місце  |
| ------------------------------- | -------- | ------------------------- | ------ |
| Чемпіонат світу з боротьби 2013 | Монголія | вільна боротьба, до 55 кг | 9      |
| Чемпіонат світу з боротьби 2014 | Монголія | вільна боротьба, до 57 кг | 5      |
| Чемпіонат світу з боротьби 2015 | Монголія | вільна боротьба, до 57 кг | Бронза |
| Чемпіонат світу з боротьби 2017 | Монголія | вільна боротьба, до 57 кг | Бронза |
| Чемпіонат світу з боротьби 2018 | Монголія | вільна боротьба, до 57 кг | 20     |
| Чемпіонат світу з боротьби 2019 | Монголія | вільна боротьба, до 57 кг | 7      |
| Чемпіонат світу з боротьби 2021 | Монголія | вільна боротьба, до 57 кг | 11     |

### Виступи на Чемпіонатах Азії
| Змагання                       | Збірна   | Вагова категорія          | Місце  |
| ------------------------------ | -------- | ------------------------- | ------ |
| Чемпіонат Азії з боротьби 2012 | Монголія | вільна боротьба, до 55 кг | 7      |
| Чемпіонат Азії з боротьби 2015 | Монголія | вільна боротьба, до 57 кг | Золото |

### Виступи на Азійських іграх
| Змагання           | Збірна   | Вагова категорія          | Місце  |
| ------------------ | -------- | ------------------------- | ------ |
| Азійські ігри 2018 | Монголія | вільна боротьба, до 57 кг | Золото |

### Виступи на Кубках світу
| Змагання                    | Збірна   | Вагова категорія          | Місце |
| --------------------------- | -------- | ------------------------- | ----- |
| Кубок світу з боротьби 2016 | Монголія | вільна боротьба, до 57 кг | 6     |
| Кубок світу з боротьби 2018 | Монголія | команда                   | 6     |
| Кубок світу з боротьби 2019 | Монголія | команда                   | 6     |

### Виступи на інших змаганнях
| Турнір Дмитра Коркіна 2011                                  | Монголія | вільна боротьба, до 55 кг | Золото |                                             |          |                           |        |
| Міжнародний турнір Ньюйоркського атлетичного клубу 2011     | Монголія | вільна боротьба, до 55 кг | 4      |                                             |          |                           |        |
| Кубок Президента Бурятської Республіки з боротьби 2012      | Монголія | вільна боротьба, до 55 кг | Бронза |                                             |          |                           |        |
| Гран-прі «Іван Яригін» 2013                                 | Монголія | вільна боротьба, до 55 кг | 22     |                                             |          |                           |        |
| Гран-прі Німеччини з боротьби 2013                          | Монголія | вільна боротьба, до 55 кг | Золото |                                             |          |                           |        |
| Міжнародний турнір Дінмухамеда Кунаєва 2013                 | Монголія | вільна боротьба, до 55 кг | Золото |                                             |          |                           |        |
| Гран-прі «Іван Яригін» 2014                                 | Монголія | вільна боротьба, до 57 кг | 15     |                                             |          |                           |        |
| Кубок Тахті 2014                                            | Монголія | вільна боротьба, до 57 кг | 14     |                                             |          |                           |        |
| Турнір Яшара Догу 2014                                      | Монголія | вільна боротьба, до 57 кг | 25     |                                             |          |                           |        |
| Гран-прі Німеччини з боротьби 2014                          | Монголія | вільна боротьба, до 57 кг | Золото |                                             |          |                           |        |
| Міжнародний турнір Дінмухамеда Кунаєва 2014                 | Монголія | вільна боротьба, до 57 кг | Бронза |                                             |          |                           |        |
| Гран-прі «Іван Яригін» 2015                                 | Монголія | вільна боротьба, до 57 кг | Бронза |                                             |          |                           |        |
| Турнір Олександра Медведя 2015                              | Монголія | вільна боротьба, до 57 кг | Бронза |                                             |          |                           |        |
| Відкритий чемпіонат Монголії з боротьби 2015                | Монголія | вільна боротьба, до 57 кг | Золото |                                             |          |                           |        |
| Кубок Президента Казахстану з боротьби 2015                 | Монголія | вільна боротьба, до 57 кг | Срібло |                                             |          |                           |        |
| Золотий Гран-прі з боротьби 2015                            | Монголія | вільна боротьба, до 57 кг | Срібло |                                             |          |                           |        |
| Pro Wrestling League 2015                                   | Монголія | команда                   | Бронза |                                             |          |                           |        |
| Відкритий чемпіонат Монголії з боротьби 2016                | Монголія | вільна боротьба, до 57 кг | Золото |                                             |          |                           |        |
| Гран-прі Іспанії з боротьби 2016                            | Монголія | вільна боротьба, до 57 кг | Золото |                                             |          |                           |        |
| Pro Wrestling League 2017                                   | Монголія | команда                   | 5      |                                             |          |                           |        |
| Турнір Дана Колова — Николи Петрова 2017                    | Монголія | вільна боротьба, до 57 кг | Золото |                                             |          |                           |        |
| Відкритий чемпіонат Монголії з боротьби 2017                | Монголія | вільна боротьба, до 57 кг | Золото |                                             |          |                           |        |
| Pro Wrestling League 2018                                   | Монголія | команда                   | 5      |                                             |          |                           |        |
| Кубок Тахті 2018                                            | Монголія | вільна боротьба, до 57 кг | Золото |                                             |          |                           |        |
| Кубок Президента Бурятської Республіки з боротьби 2018      | Монголія | вільна боротьба, до 57 кг | Золото |                                             |          |                           |        |
| Відкритий чемпіонат Монголії з боротьби 2018                | Монголія | вільна боротьба, до 57 кг | Золото |                                             |          |                           |        |
| Турнір Аланії з боротьби 2018                               | Монголія | вільна боротьба, до 61 кг | 19     |                                             |          |                           |        |
| Гран-прі «Іван Яригін» 2019                                 | Монголія | вільна боротьба, до 57 кг | 5      |                                             |          |                           |        |
| Відкритий чемпіонат Монголії з боротьби 2019                | Монголія | вільна боротьба, до 57 кг | Золото |                                             |          |                           |        |
| Турнір Аланії з боротьби 2019                               | Монголія | вільна боротьба, до 57 кг | Срібло |                                             |          |                           |        |
| Олімпійський кваліфікаційний турнір з боротьби 2021 (Софія) | Монголія | вільна боротьба, до 57 кг | Срібло | Відкритий чемпіонат Загреба з боротьби 2024 | Монголія | вільна боротьба, до 61 кг | Золото |